# Milford Haven Raffinerie
Die Milford Haven Raffinerie (engl. Milford Haven Refinery) war eine von vier Erdölraffinerien die um den walisischen Ort Milford Haven entstanden. Nachdem der Verkauf der Raffinerie durch die Betreiberfirma Murco an die Klesch Group 2014 geplatzt war, wurde das Werk stillgelegt und in ein Lagerterminal umgebaut.

## Geschichte
Die 1973 in Betrieb genommene Raffinerie wurde zunächst durch die Amoco betrieben. In der Nähe des Standortes befanden sich bereits die Raffinerien Pembroke (früher Texaco, heute Valero), Esso-Raffinerie Milford Haven (stillgelegt 1983) und die Gulf-Raffinerie Milford Haven (stillgelegt 1997).
1981 erfolgte ein Aus- und Umbau der Raffinerie, welche um einen Katalytischen Cracker ergänzt wurde. Im selben Jahr wurden 30 % der Anteile an der Raffinerie durch Murco übernommen. Der französische Elf-Konzern erwarb 1990 die Anteile der Raffinerie von Amoco und wurde selber im Jahr 2000 durch Total übernommen. Im Dezember 2007 wurden die Anteile von Total durch Murco übernommen, so dass die Raffinerie eine 100%ige Tochter von Murco wurde.
Wegen Überkapazitäten auf dem europäischen Raffineriemarkt versuchte Murco die Raffinerie ab 2010 erfolglos zu Verkaufen. Nachdem ein Deal mit der Klesch Group geplatzt war, wurde die Raffinerie 2014 abgestellt. Die Puma Energy übernahm den Standort 2015 um ihn in ein Logistik- und Lagerterminal für Treibstoffe umzubauen.
Teile der Raffinerie wurden demontiert und sollen in Zukunft in Pakistan wieder aufgebaut werden.